# Шухорма
Шухорма — река в России, протекает в Талдомском районе Московской области.
Исток реки в болотах юго-восточнее села Квашёнки, впадает Шухорма в запруду на реке Хотче в 17 км от её устья по левому берегу, возле деревни Кишкинихи.
Длина реки составляет 17 км, площадь водосборного бассейна — 184 км². Притоки — реки Аргузова и Бочажицы.

## Данные водного реестра
По данным государственного водного реестра России относится к Верхневолжскому бассейновому округу, водохозяйственный участок реки — Волга от Иваньковского гидроузла до Угличского гидроузла (Угличское водохранилище), речной подбассейн реки — бассейны притоков (Верхней) Волги до Рыбинского водохранилища. Речной бассейн реки — (Верхняя) Волга до Куйбышевского водохранилища (без бассейна Оки).
По данным геоинформационной системы водохозяйственного районирования территории РФ, подготовленной Федеральным агентством водных ресурсов:
- Код водного объекта в государственном водном реестре — 08010100812110000003615
- Код по гидрологической изученности (ГИ) — 110000361
- Код бассейна — 08.01.01.008
- Номер тома по ГИ — 10
- Выпуск по ГИ — 0